# 제천고등학교
제천고등학교(堤川高等學校)는 대한민국 충청북도 제천시 교동에 있는 공립 고등학교이다.

## 학교 연혁
- 1946년 10월 1일 : 제천공립초급중학교 인가 및 개교
- 1951년 8월 31일 : 제천고등학교로 교명 변경
- 1973년 6월 9일 : 현 위치로 학교 이전(칠성로 105)
- 1986년 9월 29일 : 청명관(강당) 준공
- 2004년 12월 28일 : 우정학사 준공 및 기증
- 2024년 2월 8일 : 제73회 졸업식(167명) 총 졸업생 23,352명
- 2024년 3월 1일 : 제33대 이현호 교장 부임
- 2024년 3월 4일 : 입학식(189명)

## 참고 자료
- 제천고등학교 - 한국교육학술정보원 학교알리미